# لويس ويليامسون
لويس ويليامسون (بالإنجليزية: Lewis Williamson)‏ هو سائق سباق بريطاني، ولد في 11 نوفمبر 1989 في دندي في المملكة المتحدة.

## روابط خارجية
- لويس ويليامسون على موقع DriverDB.com (الإنجليزية)